# سجلات أرثدال
سجلات أرثدال (بالكورية: 아스달 연대기)؛ هو مسلسل تلفزيوني كوري جنوبي، وهو عبارة عن سلسلة من موسمين، بث محليًا في يومي السبت والأحد على قناة تي في إن في الساعة 21:00 بدءًا من 1 يونيو إلى 7 يونيو 2019، بينما توفّر دوليا على منصة نتفليكس.
كان المسلسل سادس أكثر الدراما الكورية تفضيلًا بين المشاهدون في سوق الولايات المتحدة في عام 2019 وفقًا لتقرير أبحاث المستهلك الصادر عن وكالة المحتوى الإبداعي الكورية، ودخل المسلسل قائمة الدراما الكورية الأعلى تقييما في تاريخ التلفزيون الكابلي (التلفزيون المدفوع المحلي)، كما حقق 250 مليون مشاهدة في الخارج.

## القصة
تدور قصة الدراما حول صراعات القوة والنمو والحب لأربعة شخصيات في مدينة أسدال القديمة، عاصمة بطولة جوسون.

## طاقم
- سونغ جونج كي: في دور إيون سوم (الموسم 1)[9]، لي جون كي (الموسم 2)[10]
- جانغ دونغ غون: في دور تا جون
- كيم جي وون: في دور تان يا (الموسم 1)، شين سي كيونج (الموسم 2)[10]
- كيم أوك فين: في دور تاي ها
- جو سونغ ها: في دور مي هول
- تشوي مو سونغ: في دور سان ووك

## الاستقبال
تلقت الدراما آراء مختلفة، تم انتقادها من قبل عشاق صراع العروش لمشاركتها أوجه التشابه مع تلك السلسلة، بينما شعر النقاد أنها تستخدم استخدامًا سيئًا لـ CGI ، وتشبه الدراما والأفلام الأجنبية الأخرى التي تركز على العصور القديمة، ولديها أحداث بطيئة، مما قد يجعل المشاهدين يفقدون الاهتمام، أصيب المشاهدون بالحيرة أيضًا من الإعداد التاريخي، حيث ان الدراما في العصر البرونزي ولكن شوهد أعضاء فريق التمثيل يرتدون دروع وأسلحة لا تنتمي إلى تلك الحقبة
على العكس من ذلك، تم الإشادة بالدراما لقصتها المثيرة للاهتمام وإعدادها الفريد، وتطرقها إلى مواضيع مثل معنى القبيلة، والتحالف والأمة، وكذلك الدين، قال الكاتب بارك سانغ يون، "لن أفكر حتى في مقارنة سلسلتنا بـ (صراع العروش) ولا أعتقد أن هدفنا هو إنشاء شيء مشابه ". واضاف: "حاولنا ابتكار مسلسل عظيم من خلال بناء عالم خيالي خاص بنا بخيالنا وأتمنى أن ترى مسلسلنا كما هو.
على الرغم من أن جون سيربا من Decider.com منح المسلسل تصنيف "Skip It" (يشار اليها لي شي غير مهم يتم تخطيه او اهماله)، إلا أنه قال: «أحداث المسلسل في وقت أكثر بدائية من وقت مسلسل صراع العروش، ويبدو أنه تم إعدادها لاستكشاف أفكار مختلفة حول الكائن البشري وتعطشه للسلطة والممتلكات». قال إن المسلسل يميز نفسه عن «صراع العروش» من خلال عدم وجود مشاهد العري والجنس.

### الإستقبال المحلي
حصل المسلسل على نسبة مشاهدة أقل من المتوقع، مقارنة بميزانيته الهائلة، لكن الحلقة الأولى حصلت على تقييمات بنسبة 6.7% وبلغت ذروتها عند 8%، مما جعلها في المرتبة الأولى بين الجميع الأعمال الدرامية التي تبث بفترتها الزمنية.

## المشاهدات
| الموسم | الموسم | رقم الحلقة | رقم الحلقة | رقم الحلقة | رقم الحلقة | رقم الحلقة | رقم الحلقة | رقم الحلقة | رقم الحلقة | رقم الحلقة | رقم الحلقة | رقم الحلقة | رقم الحلقة | رقم الحلقة | رقم الحلقة | رقم الحلقة | رقم الحلقة | رقم الحلقة | رقم الحلقة | المتوسط |
| الموسم | الموسم | 1          | 2          | 3          | 4          | 5          | 6          | 7          | 8          | 9          | 10         | 11         | 12         | 13         | 14         | 15         | 16         | 17         | 18         | المتوسط |
| ------ | ------ | ---------- | ---------- | ---------- | ---------- | ---------- | ---------- | ---------- | ---------- | ---------- | ---------- | ---------- | ---------- | ---------- | ---------- | ---------- | ---------- | ---------- | ---------- | ------- |
|        | 1      | 1.840      | 2.001      | 1.674      | 2.120      | 1.507      | 1.930      | 1.490      | 1.597      | 1.610      | 1.865      | 1.632      | 1.813      | 1.728      | 1.970      | 1.461      | 1.812      | 1.720      | 1.999      | 1.765   |

### الموسم 1
| الحلقة                                                                           | تاريخ البث الأصلي                          | متوسط مشاهدات التلفزيون (نيلسن كوريا)      | متوسط مشاهدات التلفزيون (نيلسن كوريا)      |                                            |
| الحلقة                                                                           | تاريخ البث الأصلي                          | على الصعيد الوطني                          | سيول                                       |                                            |
| الجزء الأول: أبناء النبوة (예언 의 아이들)                                       | الجزء الأول: أبناء النبوة (예언 의 아이들) | الجزء الأول: أبناء النبوة (예언 의 아이들) | الجزء الأول: أبناء النبوة (예언 의 아이들) | الجزء الأول: أبناء النبوة (예언 의 아이들) |
| -------------------------------------------------------------------------------- | ------------------------------------------ | ------------------------------------------ | ------------------------------------------ | ------------------------------------------ |
| 1                                                                                | 1 يونيو 2019                               | 6.729٪                                     | 7.736٪                                     |                                            |
| 2                                                                                | 2 يونيو 2019                               | 7.310٪                                     | 8.222٪                                     |                                            |
| 3                                                                                | 8 يونيو 2019                               | 6.435٪                                     | 6.454٪                                     |                                            |
| 4                                                                                | 9 يونيو 2019                               | 7.705٪                                     | 8.952٪                                     |                                            |
| 5                                                                                | 15 يونيو 2019                              | 5.787٪                                     | 5.955٪                                     |                                            |
| 6                                                                                | 16 يونيو 2019                              | 7.226٪                                     | 7.757٪                                     |                                            |
| الجزء 2: السماء تتحول من الداخل والخارج، أرض مرتفعة (뒤집히는 하늘، 일어나는 땅) |                                            |                                            |                                            |                                            |
| 7                                                                                | 22 يونيو 2019                              | 5.792٪                                     | 6.199٪                                     |                                            |
| 8                                                                                | 23 يونيو 2019                              | 6.496٪                                     | 7.110٪                                     |                                            |
| 9                                                                                | 29 يونيو 2019                              | 5.767٪                                     | 6.408٪                                     |                                            |
| 10                                                                               | 30 يونيو 2019                              | 6.775٪                                     | 7.461٪                                     |                                            |
| 11                                                                               | 6 يوليو 2019                               | 6.258٪                                     | 7.131٪                                     |                                            |
| 12                                                                               | 7 يوليو 2019                               | 6.771٪                                     | 7.325٪                                     |                                            |
| الجزء 3: مقدمة لجميع الأساطير (아스، 그 모든 전설 의 서곡)                       |                                            |                                            |                                            |                                            |
| 13                                                                               | 7 سبتمبر 2019                              | 6.115٪                                     | 6.767٪                                     |                                            |
| 14                                                                               | 8 سبتمبر 2019                              | 7.200٪                                     | 8.068٪                                     |                                            |
| 15                                                                               | 14 سبتمبر 2019                             | 4.830٪                                     | 5.416٪                                     |                                            |
| 16                                                                               | 15 سبتمبر 2019                             | 6.924٪                                     | 7.440٪                                     |                                            |
| 17                                                                               | 21 سبتمبر 2019                             | 6.412٪                                     | 7.251٪                                     |                                            |
| 18                                                                               | 22 سبتمبر 2019                             | 7.373٪                                     | 7.581٪                                     |                                            |
| المعدل                                                                           | المعدل                                     | 6.550٪                                     | 7.180٪                                     |                                            |
| خاصة                                                                             | 26 مايو 2019                               | 2.290٪                                     | 2.804٪                                     |                                            |

### الموسم 2
- سجلات أرثدال: سيف آرامون

## الإنتاج
هي دراما تاريخية بميزانية إنتاج ضخمة مشتركة بين الشركات في كوريا وشبكة نتفليكس الأمريكية، حيث بلغت تكلفة انتاجها حوالي 54 مليار وون كوري، وهي اعلى تكلفة إنتاج في تاريخ الدراما الكورية.
حضر الممثلون وطاقم العمل في يانغجو، جيونج جي دو، في 21 أغسطس، 2018.  تمت قراءة السيناريو الأول في 26 أغسطس 2018. بدأ التصوير رسميًا في 5 ديسمبر 2018 مع حفل افتتاح الموقع الذي استمر بناءه ثمانية أشهر. تم تصوير المسلسل بعضه في الخارج في قارة أفريقيا، دولة بروناي في 24 فبراير 2019.
تجمع الدراما سونغ جونغ كي وكيم جي وون اللذان سبق لهما التمثيل معا في الدراما الناجحة لعام 2016 أحفاد الشمس.

### الموسم الثاني
في 12 فبراير 2020، اكدت tvN عن تجديد المسلسل لموسم ثانٍي، في 11 يونيو 2020، أعلن عن تأجيل جدول الإنتاج بسبب جائحة Covid-19 وتم استبعاد فكرت إنتاجه في2021 إلى آجل غير مسمى.
في 21 فبراير 2022، أكد مصدر من قسم استوديو دراغون "، انه بدأ التخطيط للموسم الثاني من" سجلات ارثدال "بهدف بدء التصوير هذا العام. لم يتم تأكيد طاقم التمثيل وتوقيت البث بعد، من المتوقع عرضه فيه اوائل عام 2023.

## جدال الموظفين
تم انتقاد إدارة الإنتاج لسوء معاملة موظفي الإنتاج، تم اتهام ادارة الإنتاج بانتهاك قوانين العمل من الجمعيات المدنية المحلية، بما في ذلك مركز حقوق العمال Hanbit Media واتحاد Hope Solidarity ، حيث تعرض طاقم الدراما لبيئة عمل «قاتلة» جعلتهم يعملون حتى 150 ساعة في الأسبوع. أبلغت المنظمات الحقوقية عن قسم إستوديو دراغون لإدارة العمل في سيئول.
ردت ادارة إستوديو دراغون على المزاعم، قائلين إنهم التزموا بقواعد العمل الخاصة بهم، لكنهم اعترفوا بأنهم صوروا لمدة 113 ساعة خلال الأسبوع الذي ذهبوا فيه إلى بروناي من أجل تحقيق أقصى استفادة من وقتهم في التصوير في الخارج، نفى الاستوديو التقارير التي تفيد بتجاهل الموظف المصاب وطُلب منه مواصلة العمل.

## روابط خارجية
سجلات ارثدال على موقع IMDb (الإنجليزية)
- سجلات ارثدال على موقع روتن توميتوز (الإنجليزية)
- سجلات ارثدال على موقع نتفليكس (الإنجليزية)
- سجلات ارثدال على موقع كينوبويسك (الروسية)
- سجلات ارثدال على موقع قاعدة بيانات الفيلم (الإنجليزية)